# Kleiner Bauhof

Die Lage des Kleinen Bauhofs (rot markiert)

Kleiner Bauhof nach Südwesten, 1897

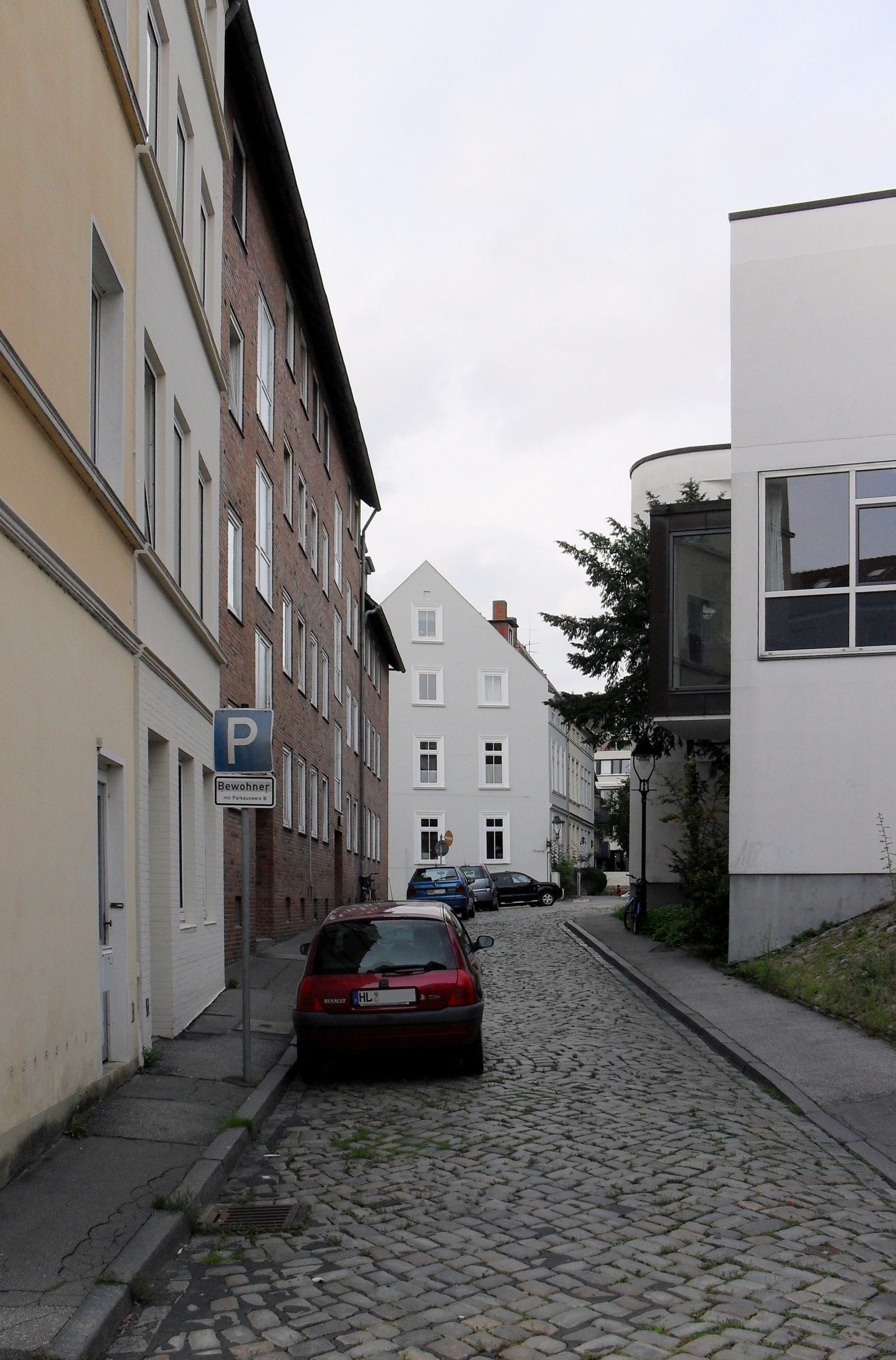
Kleiner Bauhof nach Norden, 2010

Der Kleine Bauhof ist eine Straße der Lübecker Altstadt.

## Lage
Der etwa 150 Meter lange Kleine Bauhof befindet sich nahe der Südspitze der Altstadtinsel, im Marien Quartier. Er beginnt am Fuße der Domtürme beim Zusammentreffen des Mühlendamms mit der Südost-Ecke des Großen Bauhofs, an dessen südlichem Rand der Kleine Bauhof zunächst westwärts verläuft und dann bei der Einmündung der Effengrube senkrecht nach Süden abknickt. Nach gut 60 Metern beschreibt die Straße einen weiteren Knick und führt nun wieder westwärts, jetzt auffallend breit, bis sie am Traveufer auf das Südende der Obertrave trifft und endet.

## Geschichte
Der Kleine Bauhof wird erstmals im Jahre 1459 mit dem niederdeutschen Namen Up dem Buhowe (Auf dem Bauhof) urkundlich erwähnt. Die Bezeichnung ist abgeleitet vom seit Mitte des 13. Jahrhunderts hier gelegenen städtischen Bauhof, einem Platz, der vornehmlich der Lagerung von Baumaterial für städtische Bauten diente. 1629 ist Bowhöff als Name verzeichnet, und 1852 wurde die bis heute gültige Straßenbezeichnung amtlich festgelegt. Zur Unterscheidung vom bis dahin als Sägekuhle bekannten Großen Bauhof, der damals ebenfalls seinen Namen erhielt, wurde der Straße der Zusatz Klein beigefügt.
Der östliche Abschnitt des Kleinen Bauhofs, der am Südrand des platzartigen Großen Bauhofs auf den Dom zuläuft, wurde erst nach dem Zweiten Weltkrieg, in dem die hier stehenden historischen Gebäude durch die brennend herabstürzenden Domturmhelme vernichtet worden waren, der Straße zugeschlagen. Zuvor zählte dieser Teil zum Großen Bauhof.
Das Gelände des namengebenden städtischen Bauhofs wird auch heute noch von der Bauverwaltung der Hansestadt Lübeck genutzt und ist Sitz der Abteilung für Verkehrswesen.